# Nome e cognome
| Recensione | Giudizio |
| ---------- | -------- |
| AllMusic   |          |

Nome e cognome è l'ottavo album in studio del cantautore italiano Luciano Ligabue, pubblicato il 16 settembre 2005 dalla  Warner Bros. Records.
L'edizione rimasterizzata su CD è del 23 dicembre 2008 e il 29 gennaio 2010 viene ristampato in edizione LP rosso e nero a tiratura limitata.

## Descrizione
Pubblicato tre anni dopo l'ultimo lavoro di inediti, doveva inizialmente intitolarsi Ligabue, esattamente come il primo album del cantautore, a simboleggiare un ritorno delle sonorità tipiche degli inizi della sua carriera.
In realtà con l'album si ricercano nuove sonorità, più originali rispetto al precedente album Fuori come va? (ma sempre restando nel campo rock), affidando buona parte degli arrangiamenti ad altri musicisti che hanno integrato (e in qualche caso sostituito) in fase di incisione i tradizionali collaboratori dell'artista.
Per dieci anni, infatti, a partire dall'album Buon compleanno Elvis del 1995, il cantautore emiliano è stato accompagnato da una formazione fissa (denominata in seguito La Banda), che collaborava attivamente alla stesura dell'arrangiamento dei brani e, perciò, alla creazione di uno stile musicale riconoscibile. Alcuni elementi della Banda si sono affermati anche come solisti, probabilmente apprezzati per lo stile ritrovabile negli album di Ligabue.
Ridotti gli interventi del chitarrista Federico Poggipollini e scartata l'ipotesi di registrare col solo Mel Previte, si aggiunge alla Banda il giovane chitarrista emiliano Niccolò Bossini, cui viene affidato l'arrangiamento della parte di chitarra nella maggioranza delle canzoni. Bossini, introduce sonorità pulite e di tipico richiamo British, riducendo al minimo assoli e riff d'impatto. Il nuovo stile sembra gradito a Ligabue, come affermato in alcune interviste. Tastiere, cori, registrazione e missaggio sono invece sempre curati da Fabrizio Simoncioni.
Poggipollini, passionale ex Litfiba e storico chitarrista di Ligabue che raccolse il testimone di Max Cottafavi a metà degli anni 90, appare nella traccia Le donne lo sanno ed in Vivere a orecchio. Mel Previte, vero artefice (assieme a Fabrizio Barbacci) del tipico american sound del Ligabue di Buon compleanno Elvis, compare in Lettera a G. Assente invece il batterista Roberto Pellati, che tuttavia continuerà ad accompagnare Ligabue dal vivo, come del resto lo stesso Poggipollini. Proprio nei concerti, La Banda suona al completo, compreso Bossini, mentre il tastierista (e tecnico del suono) Fabrizio Simoncioni lascia il posto alla new entry Josè Fiorilli.
Il confermato bassista 'Rigo' Righetti dimostra un grande desiderio di sperimentazione, in linea con lo spirito che accomuna tutto l'album, componendo i giri di basso più ricercati del suo stile e riaffermando la sua importanza all'interno della base ritmica dei pezzi.
Il titolo dell'album deriva da un verso dell'ultima traccia, Sono qui per l'amore, e vuole manifestare una certa attinenza con la vita e gli alti e bassi del suo stesso autore, che spesso ha definito il disco una sorta di "autoritratto" o di "autoscatto dell'anima".
Nei testi non si ritrova il Ligabue crudo, diretto e spontaneo dei primi album, e nemmeno quello disilluso, realista e un po' visionario di Buon compleanno Elvis e Miss Mondo, piuttosto un artista riflessivo, romantico e legato ai temi della quotidianità e al rapporto sentimentale con l'altro sesso.

## Tracce
Testi e musiche di Luciano Ligabue.
1. Intro – 1:07
2. Il giorno dei giorni – 4:21
3. Happy Hour – 4:14
4. L'amore conta – 4:25
5. Cosa vuoi che sia – 3:36
6. Le donne lo sanno – 4:28
7. Lettera a G – 5:21
8. Vivere a orecchio – 4:00
9. Giorno per giorno – 4:50
10. È più forte di me – 4:02
11. Sono qui per l'amore – 4:48

## Formazione
Musicisti
- Luciano Ligabue – voce, chitarra acustica (tracce 4, 5, 7 e 11)
- Niccolò Bossini – chitarra
- Antonio Righetti – basso
- Fabrizio Simoncioni – tastiera, cori
- Cesare Barbi – batteria
- Eugenio Mori – batteria (traccia 3)
- Alessandro Lugli – batteria (tracce 5 e 6)
- Federico Poggipollini – chitarra (tracce 6 e 8)
- Mel Previte – chitarra (traccia 7)
- Nicola Milazzo – chitarra (tracce 7 e 10)
- Fabrizio Barbacci – chitarra (tracce 8 e 9)
- Helder Stefanini – batteria (traccia 10)

Produzione
- Luciano Ligabue – produzione
- Fabrizio Barbacci – produzione
- Luca Pernici – produzione
- Fabrizio Simoncioni – registrazione, missaggio

## Classifiche

### Classifiche settimanali
| Classifica (2005) | Posizione massima |
| ----------------- | ----------------- |
| Europa            | 34                |
| Italia            | 1                 |
| Svizzera          | 20                |

### Classifiche di fine anno
| Classifica (2005) | Posizione |
| ----------------- | --------- |
| Italia            | 5         |
| Classifica (2006) | Posizione |
| Italia            | 9         |
| Classifica (2007) | Posizione |
| Italia            | 99        |